# Il Canal Grande dalle prossimità del ponte di Rialto verso nord
Il Canal Grande dalle prossimità del ponte di Rialto verso nord è un dipinto del pittore veneziano Canaletto realizzato nel 1725 e conservato alla Pinacoteca Giovanni e Marella Agnelli di Torino.

## Storia
Questo dipinto è stato commissionato, insieme ad altri tre, da parte del commerciante di Lucca Stefano Conti. Dopo aver attraversato diverse collezioni, i quattro dipinti finalmente rientrati in Italia nel 2001. È esposto nella Pinacoteca Giovanni e Marella Agnelli a Torino.

## Descrizione
Il dipinto è una tipica raffigurazione di Venezia nel Canal Grande dalle vicinanze del ponte di Rialto in cui si vedono gondole.